# Voivodia de Cracóvia
A Voivodia de Cracóvia refere-se a diversas voivodias da Polônia.

## Voivodia de Cracóvia 1975-1998
A voivodia de Cracóvia 1975-1998 (polonês: województwo krakowskie) também chamada (1975-84) voivodia metropolitana de Cracóvia  (województwo miejskie krakowskie) foi uma unidade da divisão administrativa e governo local da Polônia nos anos 1975-1998, substituída pela voivodia da Pequena Polônia. O presidente da Cidade de Cracóvia era também o governador da voivodia.
- Capital:  Cracóvia

Principais cidades: (população em 1998):
- Cracóvia – 740 666 hab.
- Skawina – 24 389 hab.
- Wieliczka – 17 989 hab.
- Myślenice – 17 982 hab.
- Krzeszowice – 10 487 hab.

## Voivodia de Cracóvia 1945-1975

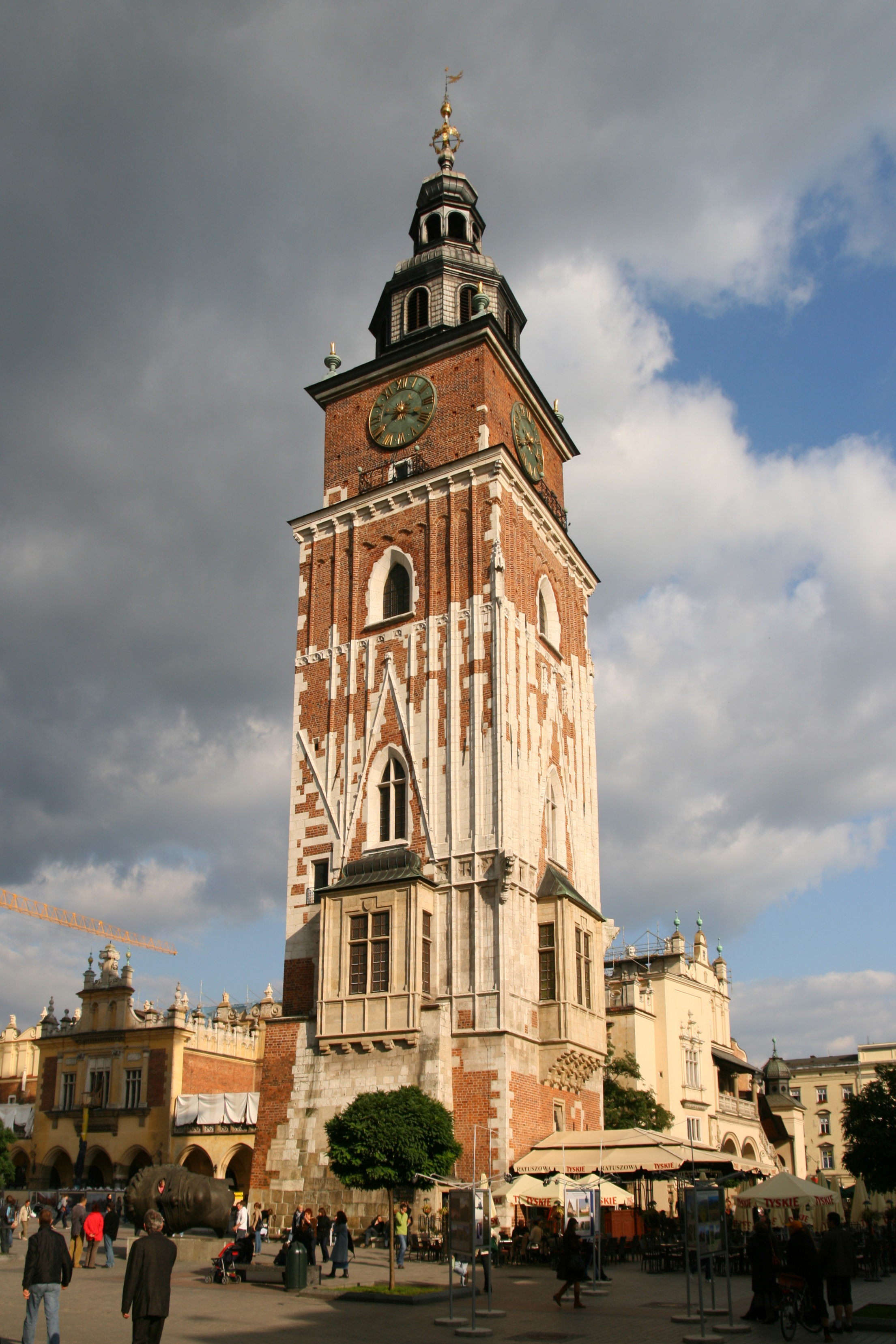
Torre da Câmara Municipal de Cracóvia.

A voivodia de Cracóvia 1945-1975 (polonês: województwo krakowskie) foi uma unidade da divisão administrativa e governo local da Polônia nos anos 1945-1975, substituída pela Cracóvia (1), voivodia de Tarnów, voivodia de Nowy Sącz e parcialmente pela voivodia de Bielsko-Biała, voivodia de Katowice e voivodia de Kielce. 

- Área: 15 350 km², população: 2 127 600 hab. (em 1965)
- Capital:  Cracóvia

De acordo com o censo de 1951, as maiores cidades dentro dos limites da voivodia eram:
- Cracóvia
- Tarnów
- Nowy Sącz
- Bielsko-Biała
- Jaworzno
- Zakopane

## Voivodia de Cracóvia 1921-1939
A voivodia de Cracóvia 1921-1939 (polonês: województwo krakowskie) foi uma unidade da divisão administrativa e governo local da Polônia nos anos 1921-1939. Sua área total era de aproximadamente 17 560 km² e sua população de 2 300 100 habitantes (em 1931). A densidade populacional era de 131 pessoas por quilômetro quadrado.
Capital:  Cracóvia
Em 1938, ela possuía 18 powiats (condados):
- Condado de Biała Krakowska (área de 635 km², população de 139 100 habitantes),
- Condado de Bochnia (área de 877 km², população de 113 800 habitantes),
- Condado de Brzesko (área de 849 km², população de 102 200 habitantes),
- Condado de Chrzanów (área de 722 km², população de 138 100 habitantes),
- Condado de Dąbrowa Tarnowska (área de 650 km², população de 66 700 habitantes),
- Condado de Dębica (área de 1 141 km², população de 110 900 habitantes),
- Condado de Gorlice (área de 1 082 km², população de 104 800 habitantes),
- Condado de Jasło (área de 1 055 km², população de 116 100 habitantes),
- Cidade da Cracóvia (powiat krakowski grodzki), (área de 48 km², população de 219 300 habitantes),
- Condado da Cracóvia (área de 884 km², população de 187 500 habitantes),
- Condado de Limanowa (área de 944 km², população de 87 300 habitantes),
- Condado de Mielec (área de 901 km², população de 77 500 habitantes),
- Condado de Myślenice (área de 988 km², população de 102 700 habitantes),
- Condado de Nowy Sącz (área de 1 572 km², população de 183 900 habitantes),
- Condado de Nowy Targ (área de 2 069 km², população de 131 800 habitantes),
- Condado de Tarnów (área de 881 km², população de 142 400 habitantes),
- Condado de Wadowice (área de 1 109 km², população de 145 100 habitantes),
- Condado de Żywiec (área de 1 337 km², população de 130 900 habitantes).

De acordo com o censo de 1931, as maiores cidades dentro dos limites da voivodia eram:
- Cracóvia (pop. 219 300),
- Tarnów (pop. 44 900),
- Nowy Sącz (pop. 30 300),
- Biała Krakowska (pop. 22 700),
- Jaworzno (pop. 19 100),
- Chrzanów (pop. 17 900),
- Zakopane (pop. 16 300),
- Bochnia (pop. 12 100),
- Oświęcim (pop. 12 000).

## Voivodia de Cracóvia século XIV-1795
A voivodia de Cracóvia século XIV-1795 (latim: Palatinatus cracoviensis, polonês: województwo krakowskie) foi uma unidade da divisão administrativa e governo local do Reino da Polônia do século XIV até as partições da Polônia em 1772-1795. fez parte da província da Pequena Polônia.
Sede de governo da voivodia (wojewoda):
- Cracóvia

Sede do Conselho regional (sejmik generalny):
- Nowy Korczyn

Voivodas:
- Jan Firlej (séc. XVI)
- Jan Tęczyński (1581-1637) (1620-1637)
- Stanisław Lubomirski (1583-1649) a partir de 1637

Divisão administrativa:
- Condado de Proszowice (powiat proszowicki),  Proszowice
- Condado de Lelów (powiat lelowski), Lelów
- Condado de Szczyrzyc (powiat szczyrzycki), Szczyrzyc
- Condado de Książ (powiat ksiązski), Książ
- Condado de Sacz (powiat sądecki),  Nowy Sącz
- Condado de Biecz (powiat biecki),  Biecz
- Condado da Silésia (powiat śląski)
  - Ducado de Zator (Księstwo zatorskie),  Zator
  - Ducado de Oświęcim (Księstwo oświęcimskie),  Oświęcim

Voivodias vizinhas:
- Voivodia de Sieradz
- Voivodia de Sandomierz
- Voivodia da Rutênia
- Silésia (estrangeiro)